# Croismare
Croismare é uma comuna francesa na região administrativa de Grande Leste, no departamento de Meurthe-et-Moselle. Estende-se por uma área de 15,7 km². Em 2010 a comuna tinha 655 habitantes (densidade: 41,7 hab./km²).